# Ludvik Vrtačič
Ludvik Vrtačič, slovenski filozof, ekonomist, publicist in politolog, * 6. junij 1933, Pristavica, † 27. december 2019, Fribourg, Švica.

## Življenjepis
Rodil se je 6. julija 1933 v Pristavici (občina Šentjernej) očetu Janezu Vrtačiču in materi Mariji Vrtačič. Svojo izobraževalno pot je začel v osnovni šoli v Čadražah pri Šentjerneju. Po zaključeni osnovni šoli se je šolal v gimnaziji v Novem mestu, Stični in nazadnje v Ljubljani, kjer je maturiral leta 1954. Sprva je študiral pravo na ljubljanski Pravni fakulteti, leta 1956 pa je nadaljeval s študijem narodne ekonomije in filozofije v Fribourgu. V Švici je leta 1959 opravil magisterij iz političnih ved, nato pa je po študiju na Filozofski fakulteti v Ljubljani leta 1970 še doktoriral. Po zaključenem izobraževanju se je ustalil v Fribourgu, kjer se je zaposlil kot sodelavec Vzhodnoevropskega inštituta tamkajšnje univerze. Osredotočal se je na ideje marksizma in leninizma ter pogled Jugoslavije na omenjeni smeri. Ludvik Vrtačič je o svojem znanju in zanimanju o marksizmu in leninizmu predaval tako na tujih kot tudi na slovenskih odrih. Na študijskih dnevih Draga je 31. avgusta in 1. septembra leta 1968 imel predavanje z naslovom ABC slovenske problematike v obdobju združevanja Evrope. Leta 1971 je predaval tudi o kritičnih pripombah k ustavnim spremembam. Imel je ženo Marinko in pet otrok (Marta, Roman, Igor, Marko in David). Umrl je 27. Decembra leta 2019 v Fribourgu.

## Delo
Ludvik Vrtačič je napisal dve deli, v katerih se je osredotočal na ideje marksizma in leninizma ter pogled Jugoslavije na omenjeni smeri. 31. julija 1963 je izšlo njegovo prvo delo z naslovom Einführung in den Jugoslawischen Marxismus-Leninismus (v slovenščini Uvod v jugoslovanski marksizem – leninizem). Gre za bibliografijo s kritično predstavo jugoslovanske oblike marksizma in leninizma. Sestavljena je iz 4 poglavij: organizacija, pregled filozofske literature, uvod v bibliografijo in bibliografija. Začne se s predstavitvijo politične in nacionalne strukture Jugoslavije, kjer predstavi zapletenost nacionalne strukture. Bibliografija se nadaljuje z navajanjem tiskanih del, ki vsebujejo temo marksizem-leninizem. To je smer, sestavljena iz mišljenj Karla Marxa in Vladimirja Lenina, ki spodbuja diktaturo delavskega razreda (proletariata). Ostale teme, ki se pojavijo v Vrtačičevi bibliografiji, so še socializem, zagovarjanje proletariata in uresničevanje delavskih pravic. Der jugoslawische Marxismus: Die Jugoslawische Philosophie und der eigene Weg zum Sozialismus (slo. Jugoslovanski marksizem: jugoslovanska filozofija in lastna pot v socializem) je bila izdana leta 1975. V delu sta v ospredju razvoj filozofskih misli pri južnih Slovanih in ideja o komunizmu v Jugoslaviji.